# Ransarn
Ransarn ist ein See in der Gemeinde Vilhelmina im Västerbottens län in der schwedischen historischen Provinz Lappland. Er liegt auf einer Meereshöhe von 584 m ö.h. und ist 28,3 km² groß. Der als Ransarelva aus Norwegen kommende Ransarån speist den See, der zum Kultsjön und damit zum Ångermanälven entwässert.
An dem rund 11 langen und bis zu 5 km breiten See liegt keine nennenswerte Siedlung. Auch führt keine Fahrstraße zu dem See; die nächstgelegene Zufahrtsmöglichkeit endet am Gikasjön einige Kilometer weiter südlich. Die Südspitze des Sees wird vom Naturreservat Marsfjällen berührt.